# Онел
Онел (на френски: Honnelles) е селище в Югозападна Белгия, окръг Монс на провинция Ено. Населението му е около 5000 души (2006).